# Delegação de Zanfara na Assembleia Nacional da Nigéria
A delegação de Zanfara na Assembleia Nacional da Nigéria compreende três Senadores, representando Zanfara Oeste, Zanfara Central, e Zanfara Norte, e sete Representantes representando   Bakura/Maradun, Gummi/Bukkuyum, Bungudu/Maru, Kaura Namoda/Birnin Magaji, Tsafe/Gusau, Zurmi/Shinkafi, e Anka/Mafara.

## Quarta República

### O 4º Parlamento (1999 - 2003)
|               |                              |         |                            |           |
| Cargo         | Nome                         | Partido | Eleitorado                 | Período   |
|               |                              |         |                            |           |
| Senador       | Anka Yushau Mohammed         | ANPP    | Zanfara Oeste              | 1999–2003 |
| Senador       | Dansadan Saidu Muhammed      | ANPP    | Zanfara Central            | 1999–2003 |
| Senador       | Shuaibu Lawal                | ANPP    | Zanfara Norte              | 1999–2003 |
|               |                              |         |                            |           |
| Representante | Abubakar Makwashi            | ANPP    | Bakura/Maradun             | 1999–2003 |
| Representante | Aliyu Sahabi                 | ANPP    | Gummi/Bukkuyum             | 1999–2003 |
| Representante | Doruwa SaniIbrahim R.        | ANPP    | Bungudu/Maru               | 1999–2003 |
| Representante | Godal LawaliIbrahim Nasarawa | ANPP    | Kaura Namoda/Birnin Magaji | 1999–2003 |
| Representante | Mohammed Sani                | ANPP    | Tsafe/Gusau                | 1999–2003 |
| Representante | Moriki BelloAbubakar         | ANPP    | Zurmi/Shinkafi             | 1999–2003 |
| Representante | Sani AnkaMohammed            | PDP     | Anka/Mafara                | 1999–2003 |